# Explorer 9

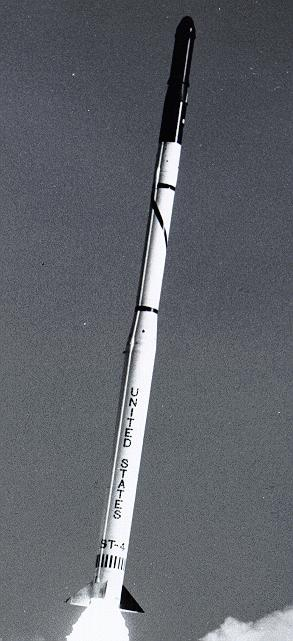
O lançamento do Explorer 9 num foguete Scout X-1 (ST-4).

O Explorer 9 ou (S-56A), foi um satélite de pesquisas terrestres, de origem Norte americana, lançado pela NASA usando o foguete Scout (ST-4), com o objetivo de se estudar a densidade e a composição da termosfera superior e da exosfera inferior. 
Esta missão, foi uma reedição da S-56 (Scout ST-3), que falhou anteriormente. Consistia de um balão de 7 kg, especialmente projetado, com uma série de sensores externos, que foi colocado numa órbita terrestre média.

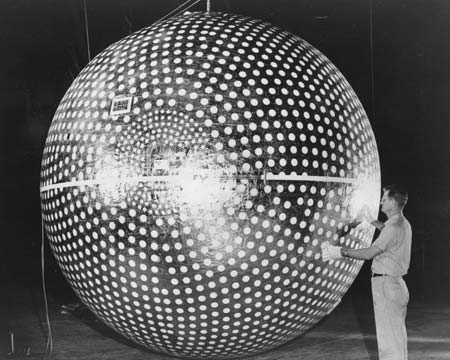
O "satélite balão" - Explorer 9 sendo inspecionado ainda em terra.

O Explorer 9, foi lançado em 16 de fevereiro de 1961 através de um foguete Scout X-1 (ST-4).